# Lendelede
Lendelede é um município belga da província da Flandres Ocidental. O município é constituído apenas pela vila de Lendelede propriamente dita. Em 1 de Janeiro de 2006, o município tinha uma população total de 5.399 habitantes, um área total de  13.15 km²  a que correspondia a uma densidade populacional de  411 habitantes por km².